# Adriaan van den Spiegel

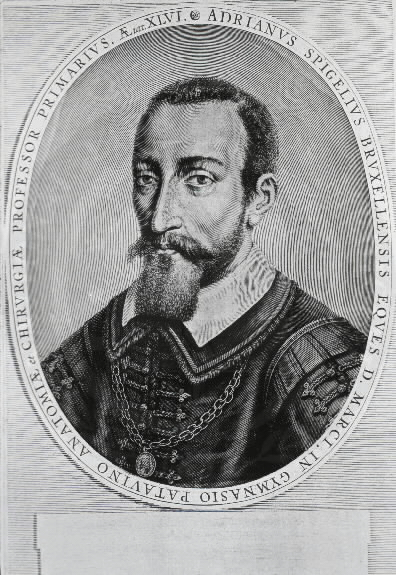
Adriaan van den Spiegel.

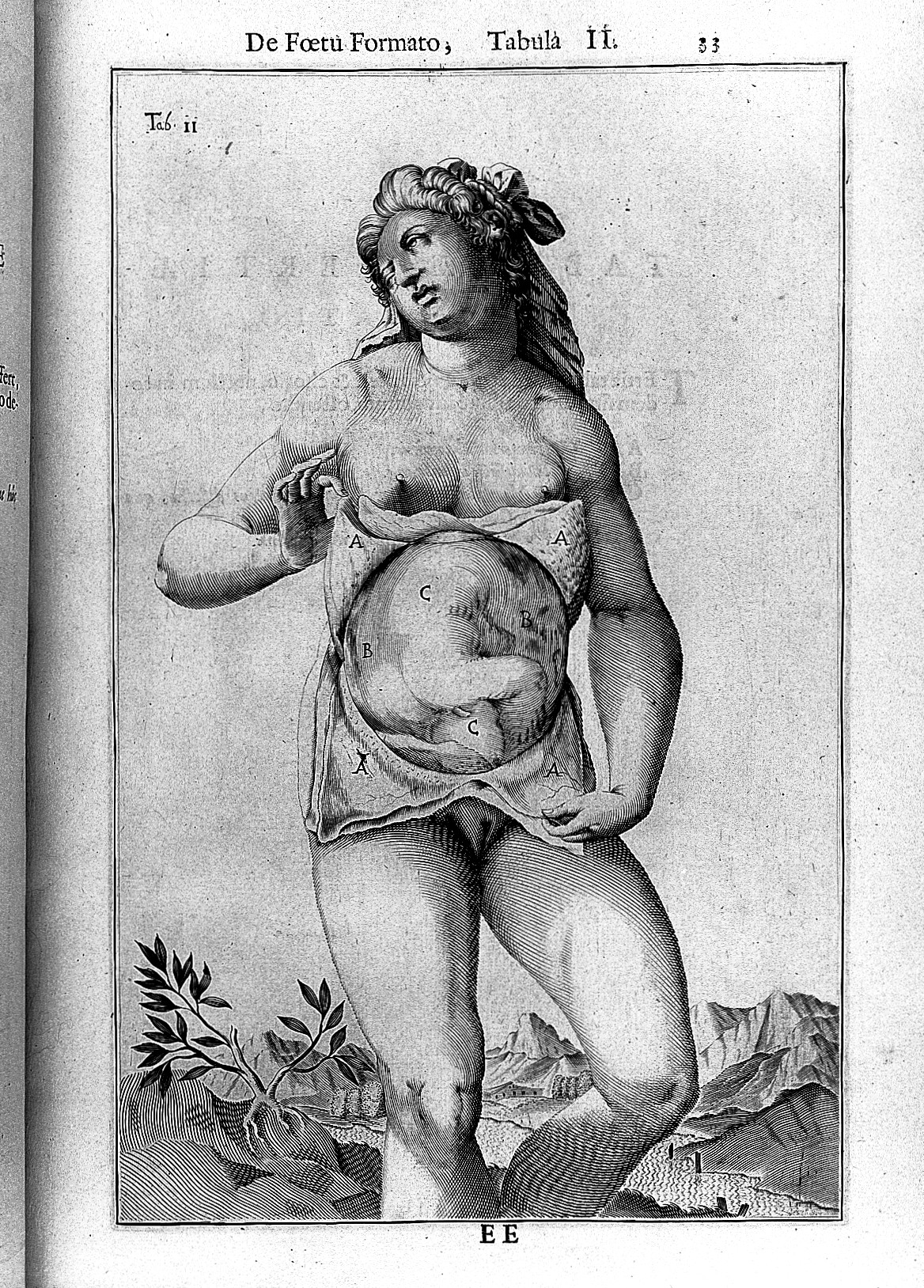
Illustratie uit De formato foetu (1626)

Adriaan van den Spiegel, ook Adriaan van den Spieghel of gelatiniseerd Adrianus Spigelius (Brussel, 1578 - Padua, 7 april 1625) was een Vlaams anatoom, chirurg en plantkundige.

## Leven en werken
Van den Spiegel werd geboren in woelige tijden. Hij was de oudste zoon van Barbara Geens en Adriaan van den Spiegel, de chirurgijn-generaal van Willem van Oranje. Het protestantse gezin volgde Oranje eerst naar Antwerpen en trok in 1585 naar Vlissingen. Op 16-jarige leeftijd schreef Adriaan zich in aan de Universiteit van Leiden. Hij studeerde geneeskunde maar vertrok na een drietal jaar op studiereis. In 1601 dook hij op aan de Universiteit van Padua, waar zijn landgenoot Vesalius naam had gemaakt. In het beroemde anatomisch theater leerde hij ontleedkunde onder Girolamo Fabrizio (1537-1619), die hij vaak vergezelde.
Na zijn promotie in 1604 tot doctor in de geneeskunde greep Van den Spiegel enkele keren naast een leerstoel in Padua. Hij vestigde zich als arts en publiceerde een boek over botanie (1606) en een werkje over lintwormen (1608). Toen in 1612 duidelijk werd dat zijn studiegenoot Giulio Cesare Casseri (1552−1616) Fabrizio zou opvolgen, verliet hij Italië om rond te reizen door het huidige België en Duitsland. Kort daarop werd Van den Spiegel benoemd tot Medicus Primarius van Bohemen en Moravië. Door het plotse overlijden van Casseri werd hij teruggeroepen naar Italië. Op 22 december 1616 werd hij in Padua benoemd tot hoogleraar anatomie en chirurgie.
Van den Spiegel onderzocht de bloedsomloop en het zenuwstelsel en beschreef ziekten als malaria en buiktyfus. Ondertussen schreef hij aan zijn grote leerboek over anatomie, waarvoor hij Vesalius' titel overnam: De humani corporis fabrica libri decem. In 1625 werd hij ziek en stierf hij, mogelijk als gevolg van een glaswond opgelopen tijdens de bruiloft van zijn dochter Angela. Hij kreeg een mooie grafrede, die bewaard is, en werd bijgezet in de Heremietenkerk. Het graf is in de 20e eeuw verdwenen maar de tekst van het epitaaf is overgeleverd.
Na Van den Spiegels dood verzorgde zijn leerling Daniël Rindfleisch (Bucretius) de uitgave van zijn Fabrica. Hij verwierf 78 koperplaten uit de nalatenschap van Casseri en liet nog 20 gravures bijmaken. Het geheel werd in twee volumes gepubliceerd en werd een gerespecteerd handboek. Door toedoen van zijn schoonbroer Liberalis Cremona kwam ook zijn werk over de menselijke foetus in druk. Nog postuum verscheen in 1645 te Amsterdam het verzameld werk van Van den Spiegel.

## Vernoemingen
Van den Spiegel beschreef de fascie die door hem linea semilunaris werd genoemd, een term die nog steeds in gebruik is en soms de informele toevoeging Spigelii krijgt. Een hernia aan dit bindweefsel is door Klinkosch hernia spiegeli genoemd. De achterste lob van de lever heet dan weer lobus caudatus Spigelii.
Het plantengeslacht Spigelia, van de familie van de Loganiaceae, is door Linnaeus naar Van den Spiegel vernoemd: de wortel en wortelstok van de Sp. Marilandica werden gebruikt bij de bestrijding van darmparasieten.

## Werken
- Isagoges in rem botanicam libri duo, Padua, 1606 (herdrukken 1608 en 1633)
- De lumbrico lato liber cum notis et ejusdem Lumbrici icone, Padua, 1618
- De semitertiana libri quatuor, Frankfurt, 1624
- Catastrophae anatomicae publicae in celeberrimo Lycaeo Patavino feliciter absolutae, Padua, 1624
- De formato foetu (1626)
- De humani corporis fabrica libri X tabulis aere icisis exornati. Venetië, 1627.
- De humani corporis fabrica libri decem, tabulis XCIIX aeri incisis elegantissimis, nee antehac visis exornati. Frankfurt, 1632
- De lithotomia, sive calculi vesicae sectione, in: Jan van Beverwyck, De Calculo, 1638
- Spigelii Bruxellensis ... opera quae extant omnia, Amsterdam, 1645